# Guilty!!!
Guilty!!! ist ein Jazzalbum von Jeff Lederer. Die am 21. Juni 2024 im Studio Samurai Hotel in New York City entstandenen Aufnahmen erschienen am 7. Oktober 2024 auf dem Eigenlabel Little (i) Music.

## Hintergrund
Lederer rekrutierte sein Swing n' Dix-Ensemble aus dem Kornettisten Kirk Knuffke, dem Tubisten Bob Stewart und dem Schlagzeuger Matt Wilson, um mit musikalischen Mitteln dafür zu kämpfen, „die Karriere des 45. Präsidenten und seiner MAGA-Kumpels zu beenden“. Thematisch verbindet er die Rassentrennung der 1950er-Jahre und den Gouverneur von Arkansas, Orval Faubus, mit den heutigen Nazi-Bewunderern im Kongress mit einem Sample von Charles Mingus’ „Fables of Faubus“. Posaunist Curtis Hasselbring hat zusammen mit Lederer das Titelstück geschrieben, in dem die Worte des Kongressabgeordneten Adam Schiff gesampelt sind, der Trumps 34 Schuldsprüche wegen Kapitalverbrechen vorliest. Diese wurden für das Ensemble transkribiert. Erwähnt werden des Weiteren u. a. Marjorie Taylor Greene, die in „Buzzsaw“ aufs Korn genommen wurde, ebenso wie der ausgeschlossene Kongressabgeordnete George Santos. „Cheapening the Process“ kehrt zu Santos‘ angeblicher Dragqueen-Karriere in Brasilien zurück, wobei Mary LaRose wortlos über den Bossa-Nova-Groove singt. Senatorin Katie Britts Imitation einer Stepford-Ehefrau wird gesampelt; es ist ihre Erwiderung auf die Rede zur Lage der Nation 2024 für „We The People“, während die Klänge eines Zirkusclowns um ihre Worte wirbeln.
„Buttigieg vs. Sanders“ ist eine Kostprobe der Debatte zwischen den beiden Politikern Pete Buttigieg und Bernie Sanders im Jahr 2020, bei der jeder den anderen unterbrach. Die folgende Musik folgt diesem Beispiel und verzichtet auf Wechselgesang zugunsten eines vergleichbaren Instrumentengeflechts. Bob Stewart ahmt Trumps Sprechmuster in „Deportation Operation“ nach, während das Ensemble die Ordnung zugunsten des Chaos aufgibt. Der passende Schlusstrack ist Lederers Cover von Albert Aylers „Truth Is Marching In“. Der heitere Marsch voller Hoffnung sollte „Hail to the Chief“ ersetzen, „wenn wir, wie Lederer vorhersagt, [in Person von Kamala Harris] unsere erste Präsidentin haben“.

## Titelliste
- Jeff Lederer: Guilty!!! (little-i-music)

1. Buzzsaw 5:08
2. Buttigeg vs Sanders 5:08
3. Cheapening the Process 5:16
4. Deportation Operation 4:47
5. Piccolo Buster 3:29
6. Guilty!!! (Curtis Hasselbring, Jeff Lederer) 2:29
7. And She Speaks 2:55
8. We the People 5:03
9. Fables of Faubus (Charles Mingus) 6:03
10. Truth Is Marching In (Albert Ayler) 5:28

Wenn nicht anders vermerkt, stammen die Kompositionen von Jeff Lederer.

## Rezeption
Nach Ansicht von Mark Corroto, der das Album in All About Jazz rezensierte, würde Jeff Lederers Guilty!!! an eine Zeit erinnern, als der Jazz [gesellschaftlich] ganz vorne mit dabei war. Max Roach, John Coltrane und Charles Mingus hätten Musik über die und während der Bürgerrechtsbewegung gemacht.
Der Saxophonist/Klarinettist Jeff Lederer würde bei seinen Aufnahmeprojekten normalerweise ein Thema verfolgen, von den buddhistischen Studien des Achtfachen Pfads bis zum Einfluss avantgardistischer klassischer Musik, wie auf Schoenberg on the Beach, schrieb Michael Toland (The Big Takeover). Für das freimütige Guilty!!! sei das Thema offensichtlich: die Präsidentschaftswahl 2024 und der Wahnsinn, der den Weg dorthin durchdrungen habe. Mit seiner Band stemme sich Lederer gegen die Widerstände, um seine [Wahl-]Entscheidung klarzustellen. Die Blaskapellen-artige Atmosphäre und der freche Humor würden den Songs eine gutmütige Leichtigkeit verleihen, auch wenn die Thematik nicht ernster sein könnte. Lederer setze diese Löffel Zucker weise ein und stelle damit sicher, „dass die Medizin nicht nur runtergeht, sondern auch unten bleibt.“